# Hetmanów
Hetmanów (deutsch Erdmannsberg) ist eine Ortschaft mit einem Schulzenamt der Landgemeinde Przygodzice im Powiat Ostrowski der Woiwodschaft Großpolen in Polen.

## Geschichte

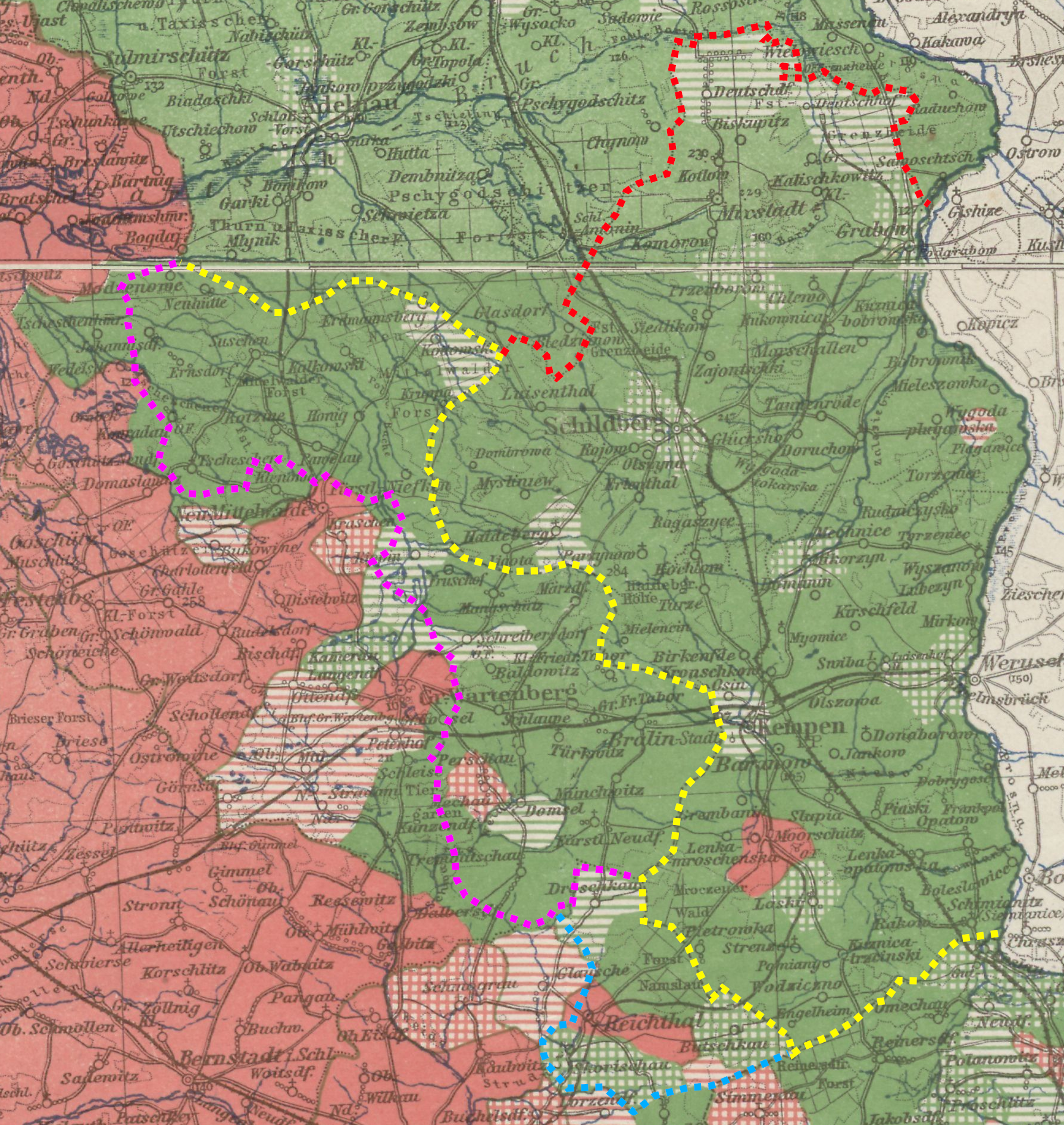
Sprachkarte aus dem Jahr 1910: Gelbe gestrichelte Linie: schlesisch-großpolnische Grenze, rosarote gestrichelte Linie: neue Grenze aus dem Jahr 1920

Der Ort in den Medziborer (etwa „zwischen Wäldern“) Gütern am nordöstlichen Rande Niederschlesiens im bewaldeten Grenzbereich zu Großpolen wurde auf einer Karte aus dem Jahr 1877 als Erdmannsberg aufgezeichnet. Im Jahr 1881 wird es unter drei Namen aufgelistet: Erdmannberg, Erdmansdorf und Erdmanów. Der Ortsname ist vom deutschen Personennamen Erdmann abgeleitet. In Polen hieß es vorläufig Ziemowitowo (eine falsche Lehnübersetzung zum polnischen Namen Ziemowit), danach Hetmanów.
Erdmannsberg gehörte von 1818 bis 1920 dem schlesischen Landkreis Groß Wartenberg an. Mit dem überwiegend polnischsprachigen Ostteil des Landkreises wurde Hetmanów zum 10. Januar 1920 infolge des Versailler Vertrags vom Deutschen Reich an das wiedergegründete Polen abgetreten. Seitdem ist Hetmanów mit der Woiwodschaft Posen bzw. Großpolen verbunden, zunächst im Powiat Odolanowski, ab 1932 im Powiat Ostrowski.
Im Jahr 1921 gab es in der Gemeinde Ziemowitów (Hetmanów) im Powiat Odolanów 29 Häuser mit 160 Einwohnern, davon hielten sich alle für deutscher Nationalität, 158 waren evangelisch, 2 römisch-katholisch.
Beim Überfall auf Polen 1939 wurde das Gebiet von den Deutschen besetzt und dem Landkreis Ostrowo im Reichsgau Wartheland zugeordnet. Nach dem Krieg verließ die Mehrheit der evangelischen Dorfbevölkerung den Ort.
Von 1975 bis 1998 gehörte Hetmanów zur Woiwodschaft Kalisz.